# 北海道道393号遠別停車場線
北海道道393号遠別停車場線（ほっかいどうどう393ごう えんべつていしゃじょうせん）は、北海道天塩郡遠別町内を結ぶ一般道道（北海道道）である。

## 概要
実延長は42 mで、北海道道の最短路線である。

### 路線データ
- 起点：北海道天塩郡遠別町字本町6丁目（旧国鉄 羽幌線 遠別駅跡）
- 終点：北海道天塩郡遠別町字本町6丁目（国道232号交点）
- 総延長：0.049 km
- 実延長：0.042 km
- 重用延長：0.007 km

### 道路管理者
- 留萌振興局 留萌建設管理部 遠別出張所

## 歴史
- 1961年（昭和36年）3月31日 - 路線認定[1]。
- 1987年（昭和62年）3月30日 - 羽幌線の廃線に伴い、遠別駅は廃駅となる。

## 地理

### 通過する自治体
- 留萌振興局
  - 天塩郡遠別町

### 交差する道路
遠別町
- 国道232号 - 字本町6丁目（終点）